# Filipijnse junglevliegenvanger
De Filipijnse junglevliegenvanger (Cyornis ruficauda; synoniem: Rhinomyias ruficauda) is een zangvogel uit de familie Muscicapidae (vliegenvangers). De vogel werd in 1877 door Richard Bowdler Sharpe geldig beschreven als Setaria ruficauda. De vogel is endemisch op de Filipijnen.

## Kenmerken
De vogel is 14,5 tot 15 cm lang. Het is een onopvallende vliegenvanger die van boven grijsbruin is en van onder grijs, met een vuilwitte buik en een roestbruine staart.

## Verspreiding, leefgebied en status
Deze soort telt vier ondersoorten:
- C. r. boholensis: Bohol (zuidelijk-centrale Filipijnen).
- C. r. samarensis: de oostelijke en zuidelijke Filipijnen.
- C. r. zamboanga: westelijk Mindanao (zuidelijke Filipijnen).
- C. r. ruficauda: Basilan (zuidwestelijke Filipijnen).

De leefgebieden liggen in tropisch laagland- en heuvellandbos tot op 2000 meter boven zeeniveau. De populaties lijden aan habitatverlies, maar worden niet bedreigd in hun voortbestaan.